# 2024 ve filmu
Toto je seznam filmů, jejichž premiéra je plánována na rok 2024.

## České filmy
- Aristokratka ve varu, režie Jiří Vejdělek (premiéra: 18. ledna 2024)[1]
- Franta mimozemšťan, režie Rudolf Havlík (premiéra 8. února 2024) [2]
- Manželé Stodolovi, režie Petr Hátle (premiéra: 22. února 2024)[3]
- Matka v trapu, režie Hana Hendrychová (premiéra: 29. února 2024)[4]
- Gump – jsme dvojka, režie F. A. Brabec (premiéra: 28. března 2024)[5]
- Lesní vrah, režie Radim Špaček (premiéra: 25. duben 2024)[1]
- Noční klid, režie Michal Hogenauer (premiéra: 23. květen 2024)[6]
- Zahradníkův rok, režie Jiří Havelka (premiéra: 25. července 2024)[6]
- Vlny, režie Jiří Mádl (premiéra: 15. srpna 2024)[6]
- Konec světa, režie Bohdan Sláma (premiéra: 19. září 2024)
- Amerikánka, režie Viktor Tauš (premiéra: 26. září 2024)[7]
- Karavan, režie Zuzana Kirschnerová (premiéra: září 2024)[6]
- Velký pán, režie Radek Beran (premiéra: 3. říjen 2024)
- Ema a smrtihlav, režie Iveta Grófová (premiéra: 10. říjen 2024)[8]
- Život k sežrání, režie Kristina Dufková (premiéra: 17. října 2024)[1]
- Výjimečný stav, režie Jan Hřebejk (premiéra: 17. října 2024)
- Pyšná princezna, režie Radek Beran (premiéra: 7. listopadu 2024)[9]
- Prezidentka, režie Marek Šulík (plánovaná premiéra: 11. listopadu 2024)[1]
- V dobrém i zlém, režie Marta Ferencová (plánovaná premiéra: 26. prosince 2024)

### Dokumenty
- Hranice Evropy, režie Saša Uhlová (premiéra 4. dubna 2024) [10]
- Mortal Kára, režie David Paškevič, Michal Přibyl (premiéra 12. června 2024)
- Janžurka, režie Theodora Remundová (premiéra 26. září 2024)
- Aneta, režie Jiří Sádek (premiéra 7. listopadu 2024)

## Zahraniční filmy

### Leden
- Jeden život (Spojené království, premiéra: 5. ledna 2024, česká premiéra: 1. února 2024)
- Noemova Archa (Brazílie, premiéra: 25. ledna 2024, česká premiéra: 8. února 2024)
- Premiantka (USA, premiéra: 26. ledna 2024, česká premiéra: 1. února 2024)

### Únor
- Tygrův Učeň (USA, premiéra: 2. února 2024)
- Bob Marley: One Love (USA, premiéra: 14. února 2024, česká premiéra: 15. února 2024)
- Madam Web (USA, premiéra: 14. února 2024, česká premiéra: 14. února 2024)
- Winnie-The-Pooh: Blood and Honey 2 (Spojené království, premiéra: 14. února 2024)

### Březen
- Duna: Část druhá (USA, premiéra: 1. března 2024, česká premiéra: 29. února 2024)
- Kung Fu Panda 4 (USA, premiéra: 8. března 2024, česká premiéra: 7. března 2024)
- Mladá dáma (USA, premiéra: 8. března 2024)
- Krotitelé duchů: Říše ledu (USA, premiéra: 29. března 2024, česká premiéra: 28. března 2024)

### Duben
- Godzilla x Kong: Nové impérium (USA, premiéra: 12. dubna 2024, česká premiéra: 11. dubna 2024)[11]
- Abigail (USA, premiéra: 19. dubna 2024, česká premiéra: 18. dubna 2024)
- Rebel Moon: Druhá část – Jizvonoška (USA, premiéra: 19. dubna 2024, česká premiéra: 19. dubna 2024)

### Květen
- Kaskadér (USA, premiéra: 3. května 2024, česká premiéra: 2. května 2024)
- Tarot (USA, premiéra: 3. května 2024, česká premiéra: 2. května 2024)
- Back to Black (USA, premiéra: 17. května 2024, česká premiéra: 16. května 2024)
- Cizinci: Kapitola 1 (USA, premiéra: 17. května 2024, česká premiéra: 16. května 2024)
- Imaginární přátelé (USA, premiéra: 17. května 2024, česká premiéra: 30. května 2024)
- Furiosa: Sága Šíleného Maxe (Austrálie, USA, premiéra: 23. května 2024, česká premiéra: 23. května 2024)[12]
- Garfield ve filmu (USA, premiéra: 24. května 2024, česká premiéra: 23. května 2024)
- Království Planeta opic (USA, premiéra: 24. května 2024, česká premiéra: 23. května 2024)

### Červen
- Mizerové 4 (USA, premiéra: 14. června 2024, česká premiéra: 13. června 2024)
- V hlavě 2 (USA, premiéra: 14. června 2024, česká premiéra: 13. června 2024)[13]
- Tiché místo: První den (USA, premiéra: 28. června 2024, česká premiéra: 27. června 2024)
- Rodinná Aféra (USA, premiéra: 28. června 2024, česká premiéra: 28. června 2024)

### Červenec
- Já, padouch 4 (USA, premiéra: 3. července 2024, česká premiéra: 4. července 2024)[14]
- Policajt v Beverly Hills: Axel F (USA, premiéra: 3. července 2024, česká premiéra: 3. července 2024)
- MaXXXine (USA, premiéra: 5. července 2024, česká premiéra: 11. července 2024)
- Twisters (USA, premiéra: 19. července 2024, česká premiéra: 18. července 2024)
- Deadpool & Wolverine (USA, premiéra: 26. července 2024, česká premiéra: 25. července 2024)

### Srpen
- Past (USA, premiéra: 2. srpna, česká premiéra: 1. srpna 2024)[15]
- Harold a kouzelná pastelka (USA, premiéra: 2. srpna 2024, česká premiéra: 1. srpna 2024)[16]
- Borderlands (USA, premiéra: 9. srpna 2024, česká premiéra: 8. srpna 2024)
- Fakjů princezny (USA, premiéra: 28. března 2024, česká premiéra: 15. srpna 2024)
- Vetřelec: Romulus (USA, premiéra: 16. srpna 2024, česká premiéra: 15. srpna 2024)[17]
- Jednotka všedního nasazení (USA, premiéra: 16. srpna 2024, česká premiéra: 16. srpna 2024)
- Vrána (USA, premiéra: 23. srpna 2024, česká premiéra: 29. srpna 2024)

### Září
- Beetlejuice Beetlejuice (USA, premiéra: 6. září 2024, česká premiéra: 5. září 2024)[18]
- Nepřivolávej nic zlého (USA, premiéra: 11. září 2024, česká premiéra: 10. září 2024)
- Rozzum v divočině  (USA, premiéra: 27. září 2024, česká premiéra: 26. září 2024)
- Megalopolis (USA, premiéra: 27. září 2024, česká premiéra: 17. října 2024)

### Říjen
- Joker: Folie à Deux (USA, premiéra: 4. října 2024, česká premiéra: 3. října 2024)[19]
- Díra 2 (USA, premiéra: 4. října 2024, česká premiéra: 4. října 2024)
- Transformers Jedna (USA, premiéra: 20. září 2024, česká premiéra: 10. října 2024)
- Úsměv 2 (USA, premiéra: 18. října 2024, česká premiéra: 18. října 2024)[20]
- Venom: Poslední tanec (USA, premiéra: 24. října 2024, česká premiéra: 25. října 2024)[21]
- The Apprentice: Příběh Trumpa (USA, premiéra: 11. října 2024, česká premiéra: 31. října 2024)

### Listopad
- Čaroděj Kajtek (Polsko, premiéra: 3. listopadu 2024, česká premiéra: 21. listopadu 2024)

- Heretik (USA, premiéra: 8. listopadu 2024, česká premiéra: 21. listopadu 2024)

- Red One (USA, premiéra: 15. listopadu 2024, česká premiéra: 7. listopadu 2024)

- Gladiátor II (USA, premiéra: 22. listopadu 2024, česká premiéra: 14. listopadu 2024)[22]
- Čarodějka (USA, premiéra: 22. listopadu 2024, plánovaná česká premiéra: 5. prosince 2024)[23]
- Odvážná Vaiana 2 (USA, premiéra: 27. listopadu 2024, česká premiéra: 28. listopadu 2024)

### Prosinec
- Pán prstenů: Válka Rohirů (USA, premiéra: 13. prosince 2024, česká premiéra: 5. prosince 2024)[24]
- Lovec Kraven (USA, premiéra: 12. prosince 2024, česká premiéra: 12. prosince 2024)
- Mufasa: Lví král (USA, premiéra: 20. prosince 2024, česká premiéra: 19. prosince 2024)[13]
- Ježek Sonic 3 (USA, premiéra: 20. prosince 2024, česká premiéra: 26. prosince 2024)
- Brutalista (USA, premiéra: 20. prosince 2024, plánovaná česká premiéra: 6. února 2025)
- Nosferatu (USA, premiéra: 25. prosince 2024, česká premiéra: 2. ledna 2025)[25]
- Bob Dylan: Úplně neznámý (USA, premiéra: 25. prosince 2024, plánovaná česká premiéra: 23. ledna 2025)